# Pavetta crystalensis
Pavetta crystalensis là một loài thực vật có hoa trong họ Thiến thảo. Loài này được S.E.Dawson mô tả khoa học đầu tiên năm 2008.